# Karl Vilmundarson
Karl Vilmundarson (* 6. Dezember 1909; † 2. Juni 1983 in Reykjavík) war ein isländischer Leichtathlet.
Er nahm bei den Olympischen Sommerspielen 1936 im Zehnkampf teil. Nachdem er nach zwei Disziplinen auf dem letzten Rang war, trat er nicht mehr an.